# جری دی
جری دی (انگلیسی: Gerry Day؛ ۲۷ ژانویهٔ ۱۹۲۲ – ۱۳ فوریهٔ ۲۰۱۳) فیلم‌نامه‌نویس اهل ایالات متحده آمریکا بود. وی بین سال‌های ۱۹۵۴ تا ۱۹۹۴ میلادی فعالیت می‌کرد.
از فیلم‌ها یا مجموعه‌های تلویزیونی که وی در آن‌ها نقش داشته است، می‌توان به رانده‌شدگان اشاره نمود.
وی همچنین برنده جوایزی همچون «جایزهٔ انجمن نویسندگان آمریکا»، جایزه ساترن و جایزه هوگو شده است.